# Wspólnota administracyjna Malschwitz
Wspólnota administracyjna Malschwitz (niem. Verwaltungsgemeinschaft Malschwitz) – dawna wspólnota administracyjna w Niemczech, w kraju związkowym Saksonia, w powiecie Budziszyn. Siedziba wspólnoty znajdowała się w miejscowości Malschwitz. Do 29 lutego 2012 należała do okręgu administracyjnego Drezno,
Wspólnota administracyjna zrzeszała dwie gminy wiejskie: 
- Guttau
- Malschwitz

1 stycznia 2013 gmina Guttau stała się dzielnicą gminy Malschwitz i tym samym wspólnotę rozwiązano.